# Colaboración Cochrane
La Colaboración Cochrane es una organización sin ánimo de lucro que reúne a un grupo de investigadores de ciencias de la salud de más de 79 000 voluntarios en más de 130 países que aplican un riguroso y sistemático proceso de revisión de las intervenciones en salud. Recientemente también se han estudiado los resultados de estudios observacionales como las pruebas diagnósticas y cohortes. Los resultados de estas revisiones sistemáticas se publican en la Biblioteca Cochrane.

## Historia
Su nombre proviene de Archie Cochrane (1909–1988), un epidemiólogo británico que apoyó la creación y la organización del Servicio de Salud británico. Él creía que las intervenciones en salud que han demostrado su efectividad deben ser gratuitas y criticó que los médicos no hubieran sintetizado en bien de los pacientes y de los sistemas de salud, los resultados de los ensayos clínicos sobre diferentes temas de la medicina clínica y de la salud pública. Resaltó la gran utilidad de los ensayos clínicos aleatorizados como instrumento para realizar estas evaluaciones. Denunció también la falta de accesibilidad a informaciones de este tipo y destacó la necesidad de llevar a cabo una revisión periódicamente actualizada de los resultados de las intervenciones sanitarias, en cada una de las especialidades médicas existentes. 
En Oxford, en 1992, se creó el Cochrane Center, mientras que la Colaboración Cochrane fue fundada en 1993 bajo el liderazgo de Iain Chalmers en el Reino Unido y en otros lugares, para facilitar las revisiones sistemáticas de ensayos controlados aleatorios en todos los ámbitos de la atención de la salud.

## Estructura
En la actualidad, más de 37.000 voluntarios expertos de todo el mundo colaboran activamente con Cochrane, la cual también ha recibido el apoyo por parte de más de 650 organizaciones de todo el mundo, incluyendo proveedores sanitarios, agencias de investigación, departamentos de salud, organizaciones internacionales, industria y universidades. La comunidad internacional de Cochrane está compuesta por:
- Redes de grupos de revisión: Cochrane tiene 53 redes de grupos de revisión Cochrane responsables de la producción eficiente y oportuna de revisiones sistemáticas de alta calidad que abordan las preguntas de investigación más importantes para los tomadores de decisiones.
- Grupos geográficos: con presencia en 43 países, los grupos geográficos representan a Cochrane en ese país, promueven y apoyan el uso de la evidencia Cochrane en las políticas y prácticas de salud, y apoyan a los miembros y partidarios de Cochrane que viven allí.[4]
- Campos (Fields): 13 campos temáticos que se centran en dimensiones de la atención de la salud distintas de una afección o tema, incluido el entorno de la atención (atención primaria), el tipo de consumidor (niños, personas mayores) o el tipo de proveedor (enfermería).
- Grupos de métodos: 17 grupos que brindan asesoramiento sobre políticas y espacio para la discusión sobre el desarrollo y la implementación de los métodos utilizados en la preparación de las revisiones Cochrane.[5]

## Red Cochrane Iberoamericana
El Centro Cochrane Iberoamericano sito en el Servicio de Epidemiología Clínica y Salud Pública del Hospital de Sant Pau coordina la Red Cochrane Iberoamericana. Cochrane tiene centros geográficos en los siguientes países de la región iberoamericana:
- Europa
  - España[6]
- Región andina
  - Colombia
  - Ecuador
  - Perú
  - Venezuela
- Región del Cono Sur
  - Argentina
  - Bolivia
  - Chile
  - Paraguay
  - Uruguay
- Región de América Central y el Caribe
  - Costa Rica
  - Cuba
  - El Salvador
  - Guatemala
  - Honduras
  - Panamá
  - República Dominicana
  - Nicaragua
- Región de América del Norte
  - México[7]

## Biblioteca Cochrane (Cochrane Library)
Las revisiones Cochrane se publican originalmente en inglés y otros 14 idiomas en la Cochrane Database of Systematic Reviews, que es la principal base de datos de la revista electrónica The Cochrane Library.
Hasta la fecha han sido publicadas más de 8 700 revisiones sistemáticas respecto a diversos temas de atención sanitaria y cerca del 94% de esas revisiones sistemáticas poseen resumen y resúmenes en texto sencillo traducido totalmente al español.

## Logo
El logotipo de la Colaboración Cochrane ilustra un metaanálisis realizado a partir de los datos de siete ensayos clínicos controlados y aleatorizados que evalúan el efecto de la administración de un curso de tratamiento corto y barato con corticoesteroides en mujeres gestantes con amenaza de parto prematuro. El primero de estos ensayos se publicó en el año 1972. El diagrama resume las pruebas puestas de manifiesto al revisar sistemáticamente todos los ensayos existentes sobre esta misma cuestión, una década más tarde. Cada línea horizontal representa el resultado de un ensayo mientras que el rombo representa sus resultados combinados. Los resultados del metaanálisis indican que los corticoesteroides reducen entre un 30 y un 50% la probabilidad de morir de los recién nacidos a causa de las complicaciones derivadas de la inmadurez fetal. Dado que no se publicó ninguna revisión sistemática de estos ensayos hasta 1989, la mayoría de los obstetras no conocía que el tratamiento era tan efectivo. Como resultado, decenas de miles de recién nacidos prematuros probablemente padecieron y murieron innecesariamente.